# 竹園 (北區)

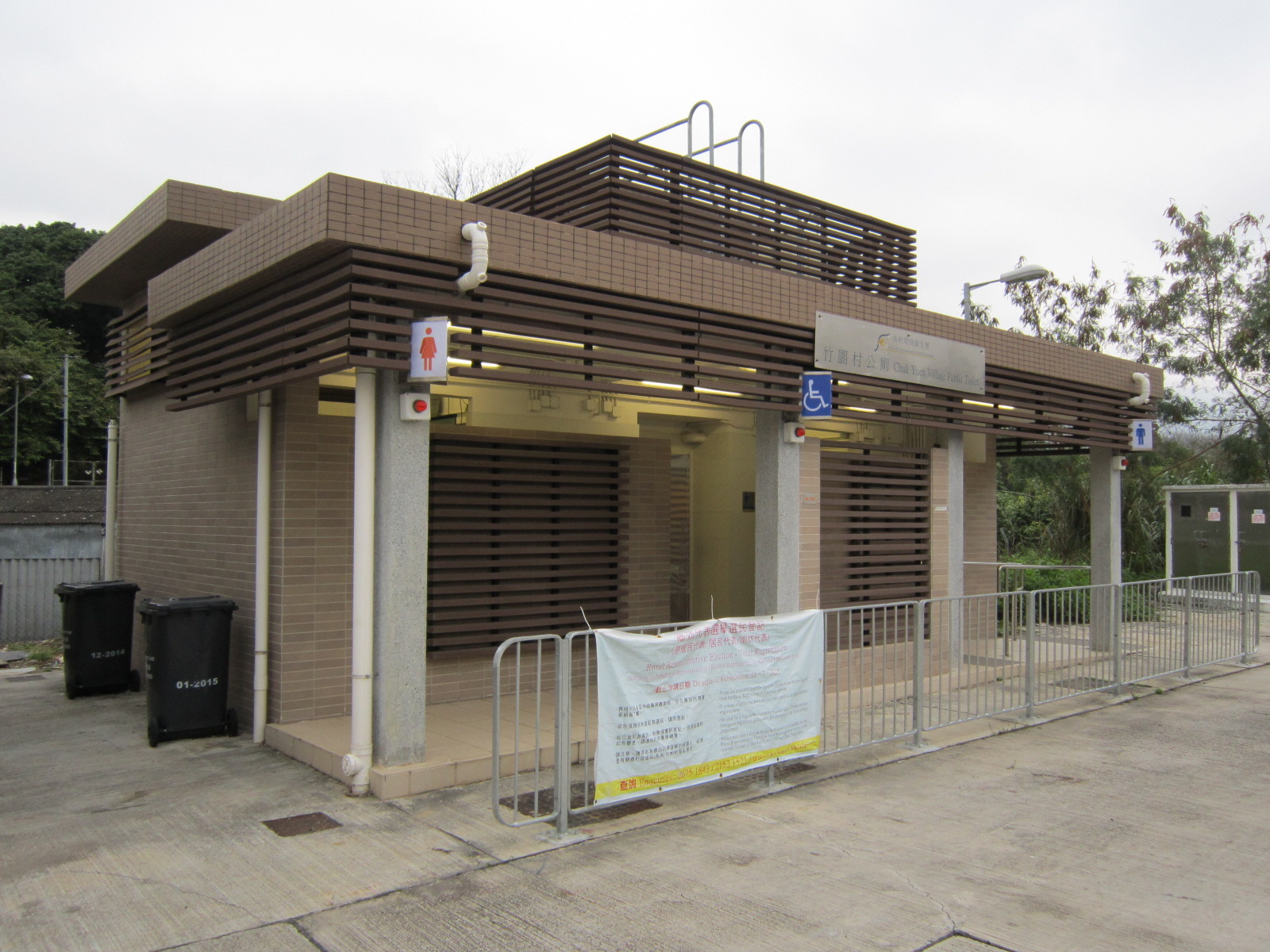
竹園內的公共廁所

竹園（英語：Chuk Yuen）或竹園村（英語：Chuk Yuen Village）是一條位於香港北區打鼓嶺的鄉村。

## 行政劃分
竹園是打鼓嶺區鄉事委員會其中一個鄉村代表。在選舉劃分上，該村被劃為沙打選區，現任區議員為高維基。